# Stadion Miejski w Ostrawie-Witkowicach
Stadion Miejski w Ostrawie-Witkowicach (czes. Městský stadion v Ostravě-Vítkovicích) – wielofunkcyjny stadion (piłkarsko-lekkoatletyczny), zlokalizowany w dzielnicy Witkowice w Ostrawie, przebudowany w latach 2012–2015 w miejscu obiektu otwartego w 1940 r. Od sezonu 2015/16 domowy stadion Baníka Ostrawa. Jego trybuny mogą pomieścić 15 123 widzów, co czyni go piątym pod względem pojemności stadionem w Czechach.
Od 1961 r. odbywa się na nim prestiżowy mityng lekkoatletyczny Zlatá Tretra. 12 czerwca 2008 Dayron Robles ustanowił tutaj czasem 12,87 rekord świata w biegu na 110 metrów przez płotki. Dwukrotnie stadion gościł duże lekkoatletyczne imprezy mistrzowskie – w 2007 r. mistrzostwa świata juniorów młodszych, a w 2011 r. młodzieżowe mistrzostwa Europy.